# Xuân Thạnh
Xuân Thạnh is een xã in het district Thống Nhất, een van de negen districten van de provincie Đồng Nai. Het is een van de zeventien xã's in het district. De provincie ligt in een regio van Vietnam, dat ook wel Đông Nam Bộ wordt genoemd.